# Caishen
Caishen (Cai Shen; kineski 财神 ili 財神; "bog bogatstva") kineski je bog bogatstva štovan u taoizmu i kineskoj narodnoj religiji. Znan je i kao Zhao Gongming (Chao Kung-ming).
Njemu je podignut velik hram 2000-ih u Zhouzhiju.
Čini se da je Caishen bio stvarna osoba kojoj se dogodila apoteoza. Navodno je živio tijekom dinastije Qin. Moguće je da je Caishen zapravo bio ministar Bigan.
Caishen je štovan u budizmu kao Jambhala.